# Kontagora
Kontagora este un oraș din Nigeria.